# Kristen Grauman
Kristen Lorraine Grauman  (* 1979) ist eine US-amerikanische Informatikerin und Hochschullehrerin. Sie ist Professorin am Department of Computer Science an der University of Texas at Austin und Research Director bei Facebook AI Research (FAIR).

## Leben und Werk
Grauman studierte am Boston College in Chestnut Hill (Massachusetts), wo sie 2001 einen Bachelor of Arts in Computer Science summa cum laude erwarb. Am Massachusetts Institute of Technology (MIT) erwarb sie 2003 einen Master in Computer Science und promovierte dort bei Trevor Darrell 2006 in Computer Science mit der Dissertation: Matching sets of features for efficient retrieval and recognition. Während ihrer Promotion arbeitete sie als Forschungspraktikantin bei Intel und dem Lawrence Berkeley National Laboratory.
Von 1999 bis 2001 war sie Research Assistent in der Computer Vision Group des Boston College und dann bis 2006 im Massachusetts Institute of Technology (MIT) Computer Science and Artificial Intelligence Laboratory. Von 2007 bis 2012 forschte sie als Clare Boothe Luce Assistant Professor im Department of Computer Science an der University of Texas at Austin, wo sie dann bis 2017 als Associate Professor tätig war und danach als Professorin. Seit 2018 forscht sie ebenfalls als Research Scientist bei Facebook AI Research.
Sie war sechs Jahre lang Associate Editor-in-Chief für die Transactions on Pattern Analysis and Machine Intelligence (PAMI) und zehn Jahre lang Mitglied des Editorial Board des International Journal of Computer Vision (IJCV).  Sie war 2015 Programmvorsitzende der IEEE Conference on Computer Vision and Pattern Recognition (CVPR) und 2018 Programmvorsitzende für Neural Information Processing Systems (NeurIPS) und fungierte 2023 als Programmvorsitzende der IEEE International Conference on Computer Vision (ICCV). Sie ist seit 2008 Microsoft Research New Faculty Fellow, seit 2012 Sloan Fellow, seit 2019 AAAI Fellow und seit 2020 IEEE Fellow.
Ihre Forschungsinteressen liegen in Computer Vision und maschinellem Lernen. Das Ziel von Computer Vision besteht darin, die Algorithmen und Darstellungen zu entwickeln, die es einem Computer ermöglichen, visuelle Informationen autonom zu analysieren. Ihre Forschungsprojekte beschäftigen sich unter anderem mit „egozentrischer“ Computervision, Navigation und Erkundung in 3D-Räumen, audiovisuellem Lernen aus Videos und Aktivitätserkennung. Im Februar 2022 betrug ihr H-Index 84.

## Auszeichnungen und Ehrungen
- 2008: NSF CAREER Award[4]
- 2011: IEEE Intelligent Systems AI’s Ten to Watch
- 2012: Regents’ Outstanding Teaching Awards, Universität von Texas[5]
- 2012: Investigator Research Award[6]
- 2013: Pattern Analysis and Machine Intelligence (PAMI) Young Researcher Award[7]
- 2013: Presidential Early Career Award für Wissenschaftler und Ingenieure
- 2015: National Science Foundation CAREER Award
- 2017: Helmholtz-Preis[8]
- 2018: JK-Aggarwal-Preis der International Association for Pattern Recognition

## Veröffentlichungen (Auswahl)
- mit Yong Jae Lee: Predicting Important Objects for Egocentric Video Summarization. International Journal of Computer Vision. 114 (1), S. 38–55, 2015.